# 매드 맥스 2
《매드 맥스 2》(영어: Mad Max 2)는 1981년에 공개된 오스트레일리아의 영화이다.

## 한국어 더빙 성우진

### MBC (1992년 12월 30일)
- 양지운 - 맥스(멜 깁슨)
- 이규연 - 휴먼거스(크젤 닐슨)
- 박소현
- 김기현
- 김용식
- 기경옥

### KBS (1997년 10월 22일)
- 홍시호 - 맥스(멜 깁슨)
- 최병상 - 기이로 캡틴(브루스 스펜스)
- 김계원 - 휴멍거스(크젤 닐슨)
- 박상일 - 해설(해롤드 베이젠트)
- 문영래 - 웨즈(버논 웰스)
- 유영환 - 파파갈로(마이클 프레스턴)
- 이연희 - 여전사(버지니아 헤이)
- 박신영 - 주민(모니카 클라우스)
- 김창주 - 토디(맥스 핍스)
- 윤병화 - 주민(스티븐 J. 스피어스)
- 남기원 - 주민(윌리엄 자파)
- 이연승 - 주민(아키 화이틀리)

### SBS (2006년 5월 21일)
- 김일 - 맥스(멜 깁슨)
- 서문석 - 기이로 캡틴(브루스 스펜스)
- 이봉준 - 파파갈로(마이클 프레스톤) / 해설(해롤드 베이젠트)
- 양석정 - 토디(맥스 핍스)
- 임성표 - 웨즈(베론 웰스)
- 윤기황 - 휴멍거스(크젤 닐슨)
- 이영주 - 레베카(모이라 클라우스) / 야생소년(에밀 민티)
- 이주연 - 여전사(버지니아 헤이) / 주민(아키 화이틀리)
- 김태웅 - 네이단(데이빗 도우너) / 구두쇠(시드 헤이른)
- 김영훈 - 주민(데이빗 슬링스비) / 정비공(스티브 J. 스피어스)

## 같이 보기
- 역대 최고의 영화 목록